# Tilde
De tilde is het diakritische teken {\displaystyle \sim }. Meestal wordt het boven een letter aangebracht, maar onder andere in de natuurwetenschappen wordt het als zelfstandig symbool gebruikt. Het neemt dan een eigen tekenpositie in (ASCII-teken 126). De naam 'tilde' komt van het Latijnse 'titilus' (tableau, bovenschrift).

## Talen
In de spelling van het Portugees wordt de tilde gebruikt op de 'a' en 'o' om de nasale klinkers /ã/ en /õ/ weer te geven. De Spaanse spelling kent de 'n' met tilde ('ñ') om de klank /ɲ/ (zoals 'nj' in 'anjer') weer te geven. In het fonetische alfabet IPA wordt de tilde gebruikt om nasalisering van een klinker aan te geven. Ook de standaardspellingen van het Baskisch, het Bretons, het Estisch, het Maori  en het Vietnamees gebruiken de tilde.
In sommige Aziatische talen, bijvoorbeeld Koreaans, wordt de tilde gebruikt om een klank langer te maken in straattaal. In het Nederlands zou dit dan iets opleveren als: “Vandaag was zo{\displaystyle \sim } leuk!”

## Naam
De benaming tilde is internationaal bekend, maar in het Spaans is virgulilla gebruikelijker. Dat betekent: dun streepje, een verkleining van vírgula. Een komma, ook een internationaal bekend woord, heet in het Frans virgule.

## Woordenboek
In een woordenboek wordt de tilde vaak gebruikt om het lemma te herhalen. Bijvoorbeeld:
ijs hielo (m); het ~ was gebroken, estaba roto el ~

## Wis- en natuurkunde
In de wiskunde en de natuurkunde wordt de tilde als zelfstandig symbool gebruikt om evenredigheid aan te duiden. Bijvoorbeeld bij een lineaire beweging is de afgelegde weg {\displaystyle s} recht evenredig met de (verlopen) tijd {\displaystyle t}; anders geschreven: {\displaystyle s\sim t}.
In de elektriciteitsleer wordt de tilde gebruikt om wisselstroom of wisselspanning aan te geven. De tilde is een versimpeld symbool van de sinusgolf die karakteristiek is voor wisselstroom. Voor gelijkstroom of gelijkspanning wordt een stippellijn gebruikt.
In de wiskunde wordt de tilde ook gebruikt om een equivalentierelatie te beschrijven; {\displaystyle x\sim y} betekent dan: {\displaystyle x} is equivalent met {\displaystyle y}. In de meetkunde betekent dat dan meestal dat twee figuren gelijkvormig zijn.
Twee boven elkaar geschreven tildes, {\displaystyle \approx }, hebben de betekenis is ongeveer gelijk aan. Zo geldt voor het getal {\displaystyle \pi } (pi): {\displaystyle \pi \approx 3{,}14} of {\displaystyle \pi \approx 3{,}14159}.

## Logica
In de logica wordt de tilde gebruikt om de logische negatie aan te geven, ter vervanging van ¬, als dit teken niet beschikbaar is.

## Computers
In computertoepassingen heeft de tilde onder andere de volgende toepassingen:
- In Unix wordt de tilde vaak gebruikt als aanduiding voor de locatie van de home-directory.
- In een URL wordt de tilde vaak gebruikt als introductieteken om gebruikersmappen aan te duiden. Dan staat "www.domein.eu/~piet" voor de map van gebruiker Piet.
- In veel computerspellen wordt de tildetoets gebruikt om de console te openen, een venster of onderdeel van het scherm waar men commando's kan invoeren.
- Een bestand dat in Microsoft Windows geopend is en dat tijdelijk opgeslagen wordt voor bijvoorbeeld herstelling na een eventuele crash, krijgt een tilde voor de bestandsnaam van een tijdelijk opgeslagen bestand.
- Bij de meeste Linuxdistributies eindigen automatisch opgeslagen oudere versies van bestanden op een tilde.